# آلسیو سانداس
آلسیو سانداس (ایتالیایی: Alessio Sundas؛ زادهٔ ۲ دسامبر ۱۹۷۲) مدیربرنامه ورزشی، کارآفرین و شخصیت تلویزیونی اهل ایتالیا است. در سال ۲۰۱۸ گفته شد او با مدیر باشگاه فوتبال بارسلونا برای آوردن لیونل مسی به لبگ سری آ ایتالیا مذاکره کرده بود. در فوریه ۲۰۲۰، سونداس به فیفا پیشنهاد کرد که اجازه استفاده از بازیکنان غیر اتحادیه اروپا را برای بازی در سری آ و باشگاه‌های اروپا فراهم کند. او در میامی یک آکادمی برای تربیت و آموزش استایل فوتبال آمریکائی-اروپائی تأسیس کرده‌است. او در فوریه ۲۰۲۱ با باشگاه فوتبال سائو پائولو برای انتقال الکساندر پاتو به باشگاه فوتبال اورلاندو سیتی مذاکره کرد.

## مدیر برنامه فوتبالی
سانداس در سال 2019 شرکت American Group Sports Management را که در زمینه مبادله فوتبالیست ها در لیگ های اروپا با لیگ برتر فوتبال (MLS) و سایر لیگ های پایین تر در ایالات متحده است، تاسیس کرد.  در ژانویه 2021 ، شرکت با انتقال بازیکن برزیلی الکساندر پاتو به FC Orlando City اولین معامله مهم خود را در MLS انجام داد.
سانداس مدیر آندرسا آلوز دا سیلوا در زمان انتقال وی از  بارسلونا به باشگاه فوتبال آ.اس. رم بود. فرجانی ساسی با مدیریت ساندس توانست برای تیم ملی فوتبال تونس در  جام جهانی فوتبال ۲۰۱۸ حضور داشته باشد.